# Список земноводных и пресмыкающихся, занесённых в Красную книгу Молдовы
Земноводные и пресмыкающиеся, занесённые в Красную книгу Молдавии, — список из видов земноводных и пресмыкающихся, включённых в Красную книгу Молдавии. Приведён по третьему изданию (2015).

## История
Вопрос об охране редких животных в общегосударственном масштабе на территории стран, входивших в состав СССР, стал подниматься лишь в 1970-х годах. Издание «Красной книги Молдавии», тогда ещё как республики в составе СССР, было учреждено Советом министров Молдавской ССР в марте 1976 года и выпущено в 1978 году. В Красную книгу Молдавской ССР было включено 29 видов животных (4 пресмыкающихся, 8 видов млекопитающих, 17 птиц) и 26 видов растений. Первая же самостоятельная редакция «Красной книги Молдавии» была принята в 2001 году, а опубликована в 2002 году. В ней уже насчитывалось 126 видов растений и 116 исчезающих видов животных, включая 1 вид земноводных и 8 видов пресмыкающихся. В 2015 году была издана третья редакция «Красной книги Молдавии», включающая уже 9 видов земноводных и 9 видов пресмыкающихся.
С последних десятилетий конца двадцатого века на Молдавия наблюдается существенное снижение численности популяции многих видов пресмыкающихся и земноводных. Основными фактором этого является растущее отрицательное влияние человека на их среду обитания, уничтожение, изменение и деградация биотопов, активное включение целинных земель в хозяйственное использование. Помимо сокращения естественных ареалов, дополнительным фактором снижения численности для некоторых видов является браконьерский отлов местным населением с коммерческой целью. Также отмечены довольно частые случаи убийства змей.

## Список видов
Названия отрядов, семейств и видов приведены в алфавитном порядке.
Категории охранного статуса видов в «Красной книги Молдавии»:
- CR — виды на грани исчезновения (в критическом состоянии)
- EN — вымирающие виды (виды под угрозой исчезновения)
- VU — уязвимые виды

Обозначения охранного статуса Международного союза охраны природы (МСОП):
- — виды на грани исчезновения (в критическом состоянии)
- — виды под угрозой исчезновения
- — уязвимые виды
- — виды, близкие к уязвимому положению
- — виды под наименьшей угрозой
- — виды, для оценки угрозы которым не хватает данных
- — виды не представленные в Международной Красной книге

Легенда
 — новые виды, включённые в третье издание Красной книги Молдавии, опубликованное в 2015 году
| Иллюстрация                                | Русское и латинское название, автор таксона                   | Ареал на территории Молдавии. Численность и лимитирующие факторы | Охранный статус в Красной книге Молдавии | Статус МСОП                                      | Прим.  |
| ------------------------------------------ | ------------------------------------------------------------- | --- | ---------------------------------------- | ------------------------------------------------ | ------ |
| Класс Земноводные (Amphibia)               |                                                               | |                                          |                                                  |        |
| Отряд Бесхвостые (Anura)                   |                                                               | |                                          |                                                  |        |
| Семейство Жабы (Bufonidae)                 |                                                               | |                                          |                                                  |        |
|                                            | Обыкновенная жаба Bufo bufo (Linnaeus, 1758)                  | Вид распространён на большей части территории страны. Населяет преимущественно лесные ландшафты (леса хвойные, широколиственные, смешанные, антропогенные насаждения, рощи, парки, садовые участки), в южной лесостепной и степной зонах связан с островными лесами и плавнями. С водоёмами связана только в сезон размножения, на протяжении остального периода сезона активности обычно обитают вблизи них, предпочитая влажные биотопы. Популяция вида в центральной части страны достигает 2 тысяч особей. Численность уменьшается из-за трансформации биотопов, вырубки лесов, уменьшении мест для размножения и их загрязнения.                                                                | VU                                       | Вид не представлен в Международной Красной книге | [ 6 ]  |
| Семейство Квакши (Hylidae)                 |                                                               | |                                          |                                                  |        |
|                                            | Обыкновенная квакша Hyla arborea (Linnaeus, 1758)             | Обитает на большей части страны. Населяет светлые широколиственные и смешанные леса, сады, виноградники, парки. На территории страны распространён номинативный подвид. В центральной части страны численность составляет до 53 особей на гектар, на севере Молдавии — 12—19 особей на гектар. Численность сокращается из-за трансформации биотопов, уменьшения мест для размножения вследствие вырубки лесов и их загрязнения. | VU                                       | Вид не представлен в Международной Красной книге | [ 7 ]  |
| Семейство Круглоязычные (Discoglossidae)   |                                                               | |                                          |                                                  |        |
|                                            | Желтобрюхая жерлянка Bombina variegata (Linnaeus, 1758)       | На территории страны обитает северных и центральных регионах. Вид отличается довольно высокой экологической пластичностью при выборе биотопов и встречается в разнообразных местообитаниях: в лиственных, хвойных и смешанных лесах, на лугах и полях — в стоячих либо слабопроточных водоёмах (озерах, прудах, лужах, каналах, водохранилищах), иногда в водоёмах с быстрым течением (по берегам рек и ручьёв). Повсеместно численность вида низкая и составляет не более 7—9 особей на линии учётного маршрута, на удалении не более 100 метров от водоёма. Численность сокращается из-за трансформации водоёмов и мест обитания, вырубки лесов, уменьшения мест для размножения и их загрязнения. | EN                                       | Вид не представлен в Международной Красной книге | [ 8 ]  |
|                                            | Краснобрюхая жерлянка Bombina bombina (Linnaeus, 1761)        | Вид распространён практически на всей территории. Места обитания на юге страны преимущественно связаны с водоёмами по долинам степных рек. На всём своём ареале вид сильно приурочен к стоячим и слабопроточным водоёмам, предпочитая мелководья (глубина не более 0,5 м). Численность вида сокращается и при наиболее благоприятных условиях составляет до 3 −5 особей на 1 м². Численность сокращается из-за трансформации и уменьшении мест обитания и их загрязнения, вырубки лесов. | VU                                       | Вид не представлен в Международной Красной книге | [ 9 ]  |
| Семейство Лягушки (Ranidae)                |                                                               | |                                          |                                                  |        |
|                                            | Прыткая лягушка Rana dalmatina Fitzinger in Bonaparte, 1839   | Вид предпочитает разреженные широколиственные леса, лесные поляны и вырубки, заливные островные дубовые массивы. Хвойных лесов и окультуренных ландшафтов (пастбища, поля и др.) обычно избегает. Повсеместно численность низкая и продолжает сокращаться. Численность сокращается из-за трансформации и уменьшении мест обитания, водоёмов и их загрязнения. | VU                                       | Вид не представлен в Международной Красной книге | [ 10 ] |
|                                            | Травяная лягушка Rana temporaria Linnaeus, 1758               | Вид распространён в большей части северных, западных и восточных регионов страны, при этом почти полностью отсутствуя в степных районах. Вид обитает в лесных и лесостепных участках, населяет равнинные и горные хвойные, смешанные и лиственные леса, луга, поляны, болота, антропогенные ландшафты. С водоёмами связан только в период размножения. Повсеместно в Молдавии численность вида низкая и продолжает сокращаться из-за трансформации и уменьшении мест обитания, вырубки лесов, загрязнения водоёмов. | VU                                       | Вид не представлен в Международной Красной книге | [ 11 ] |
| Семейство Чесночницы (Pelobatidae)         |                                                               | |                                          |                                                  |        |
|                                            | Обыкновенная чесночница Pelobates fuscus (Linnaeus, 1768)     | Встречаются почти повсеместно. Населяют широкий спектр биотопов, связанных с различными типами древесных насаждений (хвойные, смешанные и лиственные леса, парки, рощи, сады, однако предпочитают в них открытые участки), в том числе и в степной зоне. В своём распространении вид связан с мягкими и рыхлыми типами почв. Не исключено, что в Причерноморье это один из немногих видов земноводных, приспособившихся к жизни в условиях пашни. В долине Днестра численность достигает 12—14 особей на 1 км маршрута; в заповеднике Кодры — 1—2 особи на 1 км маршрута. Причины сокращения численности: загрязнение водоёмов.                                                                      | CR                                       | Вид не представлен в Международной Красной книге | [ 12 ] |
| Отряд Хвостатые (Caudata)                  |                                                               | |                                          |                                                  |        |
| Семейство Саламандровые (Salamandridae)    |                                                               | |                                          |                                                  |        |
|                                            | Тритон гребенчатый Triturus cristatus (Laurenti, 1768)        | Распространён на всей территории страны. В центральной части страны численность составляет 2,1—4,7 особи на гектар, на севере Молдавии — 0,6—1,3 особи на гектар. Численность сокращается в результате уничтожение природных мест обитания в результате хозяйственной деятельности человека, интенсивного туризма, применения пестицидов, загрязнения водоёмов. | VU                                       | Вид не представлен в Международной Красной книге | [ 13 ] |
|                                            | Тритон обыкновенный Triturus vulgaris (Linnaeus, 1758)        | Встречается на большей части территории страны. Вид связан преимущественно с лесными регионами. Однако, он характеризуется высокой экологической пластичностью и может встречаться в других типах биотопов. Проникает в степную зону по долинам рек. В центральной части страны численность составляет 2,4—12,3 особи на гектар, на севере Молдавии — 0,6—1,3 особи на гектар. В период с 2005 по 2015 год численность вида на территории страны сократилась вдвое. Численность вида уменьшаетсмя в результате уничтожение природных мест обитания в результате хозяйственной деятельности человека, интенсивного туризма, применения пестицидов, загрязнения водоёмов.                              | VU                                       | Вид не представлен в Международной Красной книге | [ 14 ] |
| Класс Пресмыкающиеся (Reptilia)            |                                                               | |                                          |                                                  |        |
| Отряд Черепахи (Testudines)                |                                                               | |                                          |                                                  |        |
| Семейство Пресноводные черепахи (Emydidae) |                                                               | |                                          |                                                  |        |
|                                            | Европейская болотная черепаха Emys orbicularis Linnaeus, 1758 | Обитает на всей территории страны. В долинах рек Прут и Днестр, в реках Реут, Икель. Также встречается в различных пресных водоёмах: прудах, озёрах, старицах, медленно текущих реках, каналах. Иногда встречается в черте населённых пунктов. Является многочисленным видом (до 15 особей на гектар в местах обитания), но в последнее время наблюдается устойчивая тенденция к сокращению его численности. Причины сокращения численности: сокращение площади природных биотопов, пригодных для обитания вида и их деградация в результате хозяйственной деятельности человека, загрязнение водоёмов.                                                                                              | EN                                       | Вид, близкий к уязвимому положению               | [ 15 ] |
| Отряд Чешуйчатые (Squamata)                |                                                               | |                                          |                                                  |        |
| Подотряд Змеи (Serpentes)                  |                                                               | |                                          |                                                  |        |
| Семейство Гадюковые (Viperidae)            |                                                               | |                                          |                                                  |        |
|                                            | Гадюка обыкновенная Vipera berus Linnaeus, 1758               | Вид распространён на севере страны. Обитает в лесах, вблизи полян, на пойменных лугах в долинах рек и озёр на границе с лесами, на вырубках, обочинах дорог. Вид распространён неравномерно в зависимости от наличия пригодных для зимовки мест. Повсеместно численность низкая. В некоторых наиболее благополучных популяциях она может достигать 10 особей на гектар. Причины сокращения численности: вырубка лесов, уничтожение змей людьми, гибель змей на автомобильных дорогах и т. п. | EN                                       | Вид вне опасности                                | [ 16 ] |
|                                            | Гадюка степная Vipera renardi (Christoph, 1861)               | Встречается в степных районах страны. Предпочитает засушливые места (сухие склоны, песчаные места, песчаные пляжи, насыпи вдоль дорог, кустарниковую и степную растительность). Редко змеи попадаются на лесных полянах и в лесополосах. Вид крайне редкий и считается потенциально вымершим на территории Молдавии. Причины сокращения численности: уничтожение степных участков в результате антропогенного воздействия, чрезмерный сенокос. | CR                                       | Уязвимый вид                                     | [ 17 ] |
| Семейство Ужеобразные (Colubridae)         |                                                               | |                                          |                                                  |        |
|                                            | Медянка обыкновенная Coronella austriaca Laurenti, 1768       | В основном распространена на севере страны, значительно реже встречается в других регионах (почти исчезла на юге страны). Встречается в различных биотопах: на лесных полянах и опушках, среди редколесья, в долинах рек, в степных биотопах. Численность вида составляет до 2—3 особей на 1 км маршрута. Причины сокращения численности: деградация и фрагментация природных мест обитания вида, сокращение площади лесов, чрезмерный сенокос, непосредственное уничтожение особей вида людьми. | EN                                       | Вид вне опасности                                | [ 18 ] |
|                                            | Полоз каспийский Dolichophis caspius (Gmelin, 1789)           | Редкий вид, иногда встречается на юге страны. Предпочитает степные участки, каменистые речные обрывы и другие каменистые участки, балки, заросли кустарников, заброшенные карьеры. Охотно заселяет антропогенные ландшафты: руины построек и населённые пункты. В Красную книгу Молдавии (2001) внесён под названием Coluber jugularis. Численность до 5—7 особей на гектар. Причины сокращения численности: уменьшение площади природных биотопов, пригодных для обитания вида и их деградация в результате хозяйственной деятельности человека, деградация степей в результате антропогенного воздействиям, чрезмерный сенокос.                                                                    | EN                                       | Вид вне опасности                                | [ 19 ] |
|                                            | Полоз палассов Elaphe sauromates Pallas, 1811                 | В Красную книгу Молдавии внесён под названием Elaphe quatorlineata, поскольку данный таксон ранее рассматривался в качестве подвида четырехполосого полоза. Встречается только на юге страны. Является типичным степным видом, также встречается на опушках, на каменистых россыпях и склонах, в растительных зарослях, песчаных и каменистых местностях, на опушках, около речных пойм, на крутых береговых склонах. Численность критически низкая. Причины сокращения численности: уменьшение площади природных биотопов обитания вида в результате хозяйственной деятельности человека, чрезмерный сенокос, вырубки лесов, увеличение антропогенного давления.                                    | CR                                       | Вид вне опасности                                | [ 20 ] |
|                                            | Полоз эскулапов Zamenis longissimus Laurenti, 1768            | Встречается по всей Молдавии, но является редким видом, а на юге страны практически исчез. Живёт в широколиственных лесах, среди кустарников, на скалах и каменистых склонах рек, на склонах ущелий. Охотно заселяет руины и заброшенные здания, попадается в населённых пунктах. В благоприятных биотопах численность может достигать до 10 особей на гектар. Причины сокращения численности: сенокос в лесах, сокращение площади лесов, уничтожение скалистых участков, применение пестицидов. | EN                                       | Вид вне опасности                                | [ 21 ] |
| Подотряд Ящерицы (Lacertilia)              |                                                               | |                                          |                                                  |        |
| Семейство Настоящие ящерицы (Lacertidae)   |                                                               | |                                          |                                                  |        |
|                                            | Ящерица крымская Podarcis tauricus Pallas, 1814               | Встречается на юге страны (Буджакская степь), на каменистых или поросших травянистой растительностью и кустарниками склонах, в открытых степных местностях, на лесных полянах, в садах. Численность вида является низкой. В нетронутых хозяйственной деятельностью человека природных биотопах при наиболее благоприятных условиях численность может достигать до 300 особей на гектар. Лимитирующие факторы: сокращение природных биотопов вида в результате хозяйственной деятельности человека, трансформация степей, чрезмерный сенокос, широкое использование пестицидов. | EN                                       | Вид вне опасности                                | [ 22 ] |
|                                            | Ящурка разноцветная Eremias arguta Pallas, 1773               | Вид известен только из юго-западной части страны, включая Буджакскую степь. Предпочитает степные биотопы, встречается также на песчаных берегах, дюнах, в речных долинах и других местностях с песчаной почвой и редкой ксерофитной (сухолюбивой) растительностью. Численность в местах обитания составляет до 100 особей на 1 км маршрута. Лимитирующие факторы: сокращение природных биотопов вида в результате хозяйственной деятельности человека, трансформация степей, чрезмерный сенокос. | CR                                       | Вид, близкий к уязвимому положению               | [ 23 ] |